# Ladybrand
Ladybrand este un oraș din Africa de Sud.